# Lucy Anderson (femme politique)
Pour les articles homonymes, voir Lucy Anderson et Anderson.
Lucy Anderson, née le 2 juin 1965 à Silchester dans le Hampshire, est une femme politique britannique, membre du Parti travailliste. Elle est députée européenne, représentant le Grand Londres, de 2004 à 2019.

## Biographie
De 2002 à 2006, Anderson représente Kentish Town au conseil local du borough londonien de Camden. Après 2006, elle travaille pour l'Autorité du Grand Londres puis pour le syndicat des enseignants National Union of Teachers, où elle dirige la section de gestion des ressources.
Elle est élue députée européenne le 22 mai 2014 et siège à compter du 1er juillet suivant. Au sein du Parlement européen, elle est membre de la commission des transports et du tourisme ainsi que de la délégation à la commission parlementaire de stabilisation et d'association UE-Serbie. Elle ne se représente pas en 2019.